# Domenico Angeli
Domenico Angeli (Rovigo, 17 giugno 1797 – Rovigo, 12 luglio 1876) è stato un filantropo italiano.

## Biografia
Domenico Niccolò Angeli nasce a Rovigo il 17 giugno 1797 nel palazzo che porta il suo cognome, Palazzo Angeli, che il padre aveva fatto edificare nel 1780, nell'antica contrada di San Rocco, e che si trova sull'omonima via cittadina. La famiglia Angeli si era insediata in città nella metà del XVI Secolo ed il giovane Domenico, che erediterà il titolo di conte dal padre, vivrà nell'agiatezza della sua posizione economica partecipando alla vita nobiliare e sociale del capoluogo polesano.
Ciò nonostante si distinse per la sua predisposizione alla solidarietà con le classi meno abbienti. Nella stessa via del proprio palazzo, arteria principale percorsa da chi arrivava da Padova per entrare in città dirigendosi verso l'allora Piazza Maggiore, ora intitolata a Vittorio Emanuele II, erano presenti un gruppo di case affiancate oramai in precarie condizioni ed abitate da cittadini indigenti. L'Angeli decise di far ricostruire a proprie spese quelle povere abitazioni tra il 1844 ed il 1845, facendole diventare un austero palazzo che ancora oggi è presente prospiciente alla sua abitazione e che, porticato, si affianca al Palazzo Roncale permettendo di arrivare alla Porta San Bortolo, nella zona sud della città.

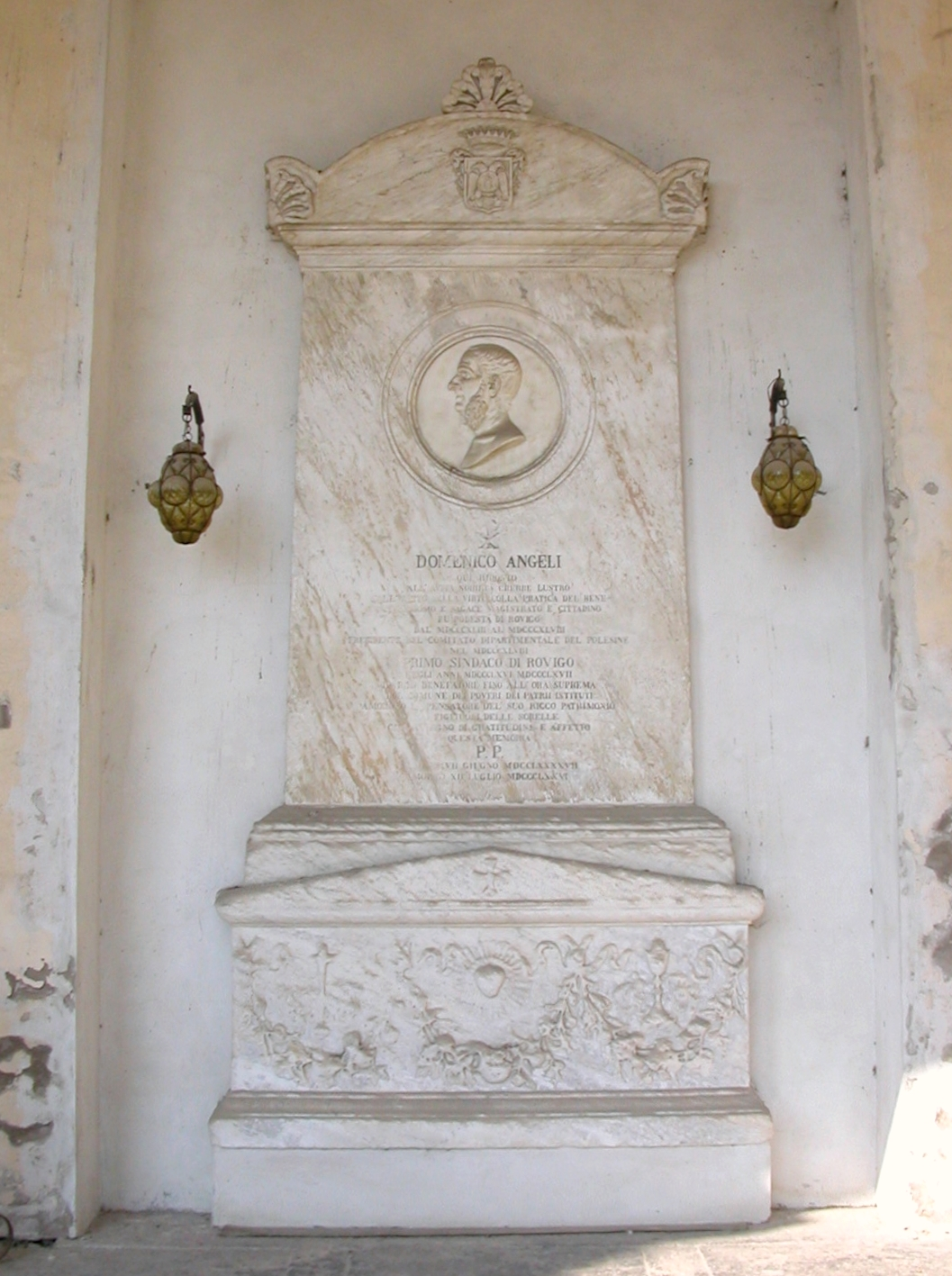
Monumento sepolcrale di Domenico Angeli presso il cimitero di Rovigo.

Nel 1857, in società con Cristoforo Camerini, Giacomo Giro e Francesco Antonio Venezze, acquistò quanto rimaneva del fatiscente complesso del convento dei Frati Domenicani, ubicato nell'attuale via X Luglio, per realizzare la Piazza Annonaria, detta anche semplicemente "la piazzetta". Ceduta al Comune due anni più tardi, divenne il mercato principale della città.
Negli anni successivi il suo impegno crebbe sia in popolarità che nella scena politica della città. Fu podestà nel 1848 e, con l'annessione del territorio nel Regno d'Italia, nel 1866 divenne il primo sindaco cittadino, carica che mantenne fino al 1867.